# Suchoi Log
Suchoi Log (russisch Сухой Лог) ist eine Stadt in der Oblast Swerdlowsk (Russland) mit 34.554 Einwohnern (Stand 14. Oktober 2010).

## Geografie

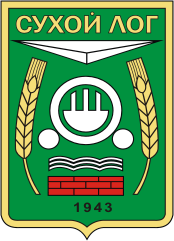
Stadtwappen von 1987

Die Stadt liegt im Westen des Westsibirischen Tieflandes, etwa 110 km östlich der Oblasthauptstadt Jekaterinburg an der Pyschma, einem rechten Nebenfluss der Tura im Flusssystem des Ob.
Suchoi Log bildet einen gleichnamigen Stadtkreis.
Die Stadt liegt an der 1918 eröffneten Eisenbahnstrecke Bogdanowitsch – Alapajewsk (– Serow). Name der Station ist Kunara, nach dem östlich der Stadt in die Pyschma mündenden Nebenfluss.

## Geschichte
Das Dorf Suchoi Log (russisch für trockenes Tal) entstand am Anfang des 18. Jahrhunderts.
1847 wurden in der Nähe Steinkohlenvorkommen entdeckt, welche jedoch nur bis in die 1860er Jahre abgebaut wurden. 1879 entstand eine Papierfabrik, ab 1913 wurde ein großes Zementwerk errichtet, welches jedoch erst 1930 die Produktion aufnahm.
Im Februar 1943 erhielt der Ort Stadtrecht.

### Bevölkerungsentwicklung
| Jahr | Einwohner |
| ---- | --------- |
| 1939 | 11.121    |
| 1959 | 23.669    |
| 1970 | 27.321    |
| 1979 | 31.954    |
| 1989 | 36.577    |
| 2002 | 36.407    |
| 2010 | 34.554    |

Anmerkung: Volkszählungsdaten

## Kultur und Sehenswürdigkeiten
Neun Kilometer östlich der Stadt liegt der balneologisch-klimatische Kurort Kurji (russisch Курьи).

## Wirtschaft
Neben dem Zementwerk als wichtigstem Betrieb der Stadt gibt es ein Werk für Feuerfestmaterialien, eine Buntmetallhütte, eine Papierfabrik und Holzwirtschaft.